# Brun kantlav
Brun kantlav (Lecanora argentata) är en lavart som först beskrevs av Erik Acharius, och fick sitt nu gällande namn av Malme. Brun kantlav ingår i släktet Lecanora och familjen Lecanoraceae.  Arten är reproducerande i Sverige. Inga underarter finns listade i Catalogue of Life.

## Källor

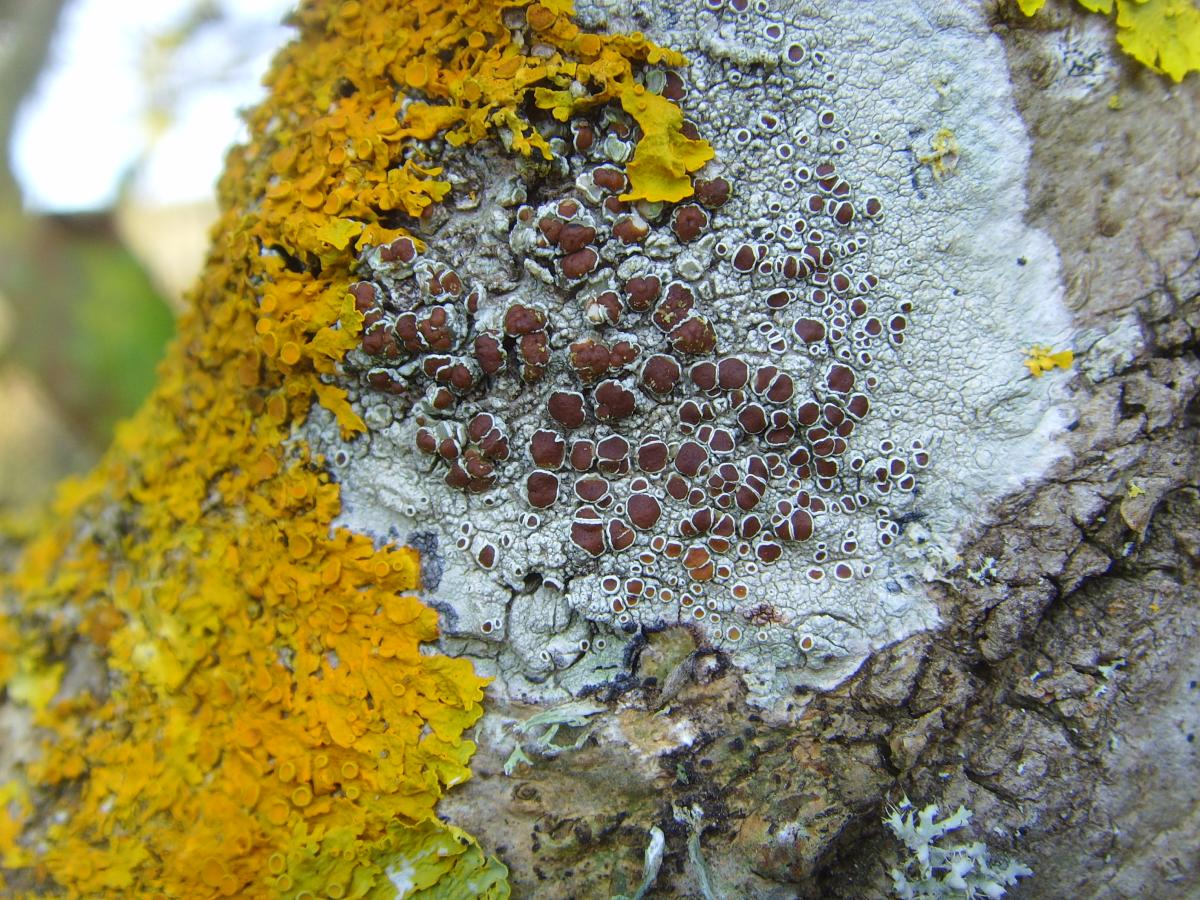